# 梅田盛香
梅田 盛香（うめだ もりか、? - 文化3年9月12日（1806年10月23日））は、江戸時代後期の薩摩藩の藩士。梅田盛庸の次男。本心鏡智流槍術の師範。目附、大島代官、御使番、御用人、勘定奉行を務め、清水郷地頭を兼任した。通称は九左衛門。隠居後は梅秀と号す。
兄の墓石に「梅田九左衛門源盛住」とあることや、隠居後の盛香のことを「梅秀源盛香」と書いていることより、本姓は源氏であることがわかる。
家格は小番であり、安永年間の「三州御治世要覧 巻37」によると、薬丸兼中と同じ2番与小番に所属していた。また、造士館とともに設立された稽古所（のちに演武館）の槍術師範となる。
琉球王国尚温王の謝恩使を家老二階堂行智（薩摩二階堂氏嫡流二階堂行格子孫）が引率して江戸に上った際、用人として同行する。このため、『鹿児島県史料　旧記雑録拾遺　伊地知季安著作集三』の行智の系譜や『南聘紀考　下』に「梅田盛香」の名が登場する。行智付きの用人だったため、謝恩使引率時の用人としての仕事については「伊地知季安著作集三」の行智の系譜に散見される。

## 略年譜
- 1758年（宝暦8年）2月28日：兄の梅田九左衛門盛住死去に伴い家督相続。槍術師範も継ぐ。
- 1773年（安永2年）：稽古所の槍術師範となる。
- 1779年（安永8年）：大島代官として奄美大島に着任。2年後に鹿児島に戻る。
- 1791年（寛政3年）10月6日：清水地頭を兼任。
- 1796年（寛政8年）：尚温王の謝恩使を二階堂河内行智が引率するが、これに用人として同行。同じ同行者に側役大山宗之丞や江戸留守居兼使番の伊東仙大夫祐喜がいた。
- 1804年（文化元年）6月30日：清水地頭を辞職。
- 1806年（文化3年）9月12日死去。享年71。菩提寺は松原山南林寺。法号は梅秀院利山宗貞大居士。

## 系譜
- 父：梅田盛庸
- 母：不詳
- 妻：不詳
  - 男子：梅田盛秀

## 子孫
子の盛秀が家督を継ぐ。
江戸時代後期の本心鏡智流槍術師範の梅田九左衛門治教と盛秀との関係は不詳。また、安政年間に大山巌に槍術を教えた梅田九左衛門治哲も子孫と思われる。